# Santa Anna (1522)
La Santa Anna era una carraca del siglo XVI construida para la Orden de San Juan de Jerusalén (Caballeros Hospitalarios). Con 50 cañones, su casco fue cubierto de planchas de plomo, aunque se desconoce  si se trataba de una medida para hacerlo impermeable o de una medida defensiva, convirtiéndola así en antecesor del acorazado. Tenía una tripulación de 500 hombres.
Fue botada en Niza el 21 de diciembre de 1522, el mismo día en que se terminó el sitio de Rodas (1522), cuando las tropas otomanas bajo el mando del sultán Suleiman el Magnífico acepta una capitulación honrosa por parte de Philippe Villiers de l’Isle-Adam y expulsa a los caballeros de la isla.
La carraca fue abandonada en 1540 por orden del sucesor de Villiers de l’Isle-Adam, el español Juan de Homedes y Coscón, supuestamente por sentirse este celoso de la victorias logradas por Fra Francesco de Cleremont, el capitán del barco. Otro motivo para el abandono de la nave podría ser que la Orden tenía dificultades financieras debido a la confiscación por parte de Enrique VIII de sus propiedades en Inglaterra y que el coste del mantenimiento de la nave ya no resultaba viable.